# 伊沃兰迪亚
伊沃兰迪亚是巴西戈亚斯州的一个市镇。总面积1262.837平方公里，总人口2976人，人口密度2.4人/平方公里。